# Catherine de la Tour du Pin
Catherine de la Tour du Pin, née vers 1290 et décédée en 1337, est une aristocrate appartenant à la famille de La Tour du Pin, épouse du seigneur de Piémont Philippe Ier de Savoie-Achaïe.

## Biographie
Catherine de la Tour du Pin est le dixième enfant du dauphin de Viennois Humbert de la Tour du Pin et d'Anne d'Albon.
Elle est mariée en 1312 au seigneur de Piémont Philippe Ier de Savoie-Achaïe, avec qui elle eut onze enfants : 
- Béatrice ou Béatrix (1312 † 1340), mariée en 1334 à Humbert VI de Thoire et Villars († 1372)[2] ;
- Jacques (1315 † 1367), qui succède à son père[3] ;
- Amédée (1363 † 1376), chanoine et comte de Lyon, évêque de Maurienne, Guichenon le donne pour évêque de Lausanne[3] ;
- Édouard (ca. 1322 † 1395), moine à Cluny, abbé de Saint-Juste, évêque de Belley et de évêque de Sion, archevêque de Tarantaise[4] ;
- Thomas (ca. 1323 † ap.1360)[5], évêque de Turin et d’évêque d'Aoste[4] ;
- Isabelle, mariée à Jean de la Chambre, dit comte de Leville (?), vicomte de Maurienne (sans postérité)[4].
- Alix († 1368), marié à Manfred (Manfroi) de Carreto, marquis de Savonne (vers 1325 ?), puis à Antelme, seigneur d'Urtières et de Sainte-Helène du Lac (vers 1354)[4] ;
- Léonor ou Éléonore († 1350), mariée en 1333 à Manfred V, marquis de Saluces[6] ;
- Jeanne († 1352), mariée à Aimée (Amé) de Poitiers († 1349)[6] ;
- Aymon, seigneur de Villefranche, de Combevienne et Casal-Major, sans postérité, épouse Mencie de Cève, fille du marquis George de Cève ;
- Agnès, mariée en 1343 à Jean de la Chambre.